# Jo Gwang-jo
Jo Gwang-jo (hangeul: 조광조; 23 august 1482 - 10 ianuarie 1520), cunoscut de asemenea și după numele său literar Jeong-am (정암) a fost un învățat neo-confucianist coreean care a inițiat reforme radicale în timpul regelui Jungjong din Dinastia Joseon, la începutul secolului al XVI-lea.
El a fost acuzat de favoritism politic și facționism, fiind executat prin otrăvire în ziua de 10.01.1520 în timpul celei de-a treia persecuții împotriva învățaților Sarim. El a devenit venerat de către următoarele generații de coreenei ca un martir neo-confucianist. Unii istorici l-au considerat una dintre cele mai importante personalități istorice coreene din secolul al XVI-lea. Este unul dintre cei 18 înțelepți ai Coreei (동방 18 현) și onorat ca Munmyo Bae-Hyang (문묘 배향).

## Viața
Jo Gwang-jo era fiul lui Jo Wongang (조원강, 赵元纲) din clanul Hanyang Jo (한양 조씨, 汉阳 赵氏). El a studiat neo-confucianismul cu maestrul Kim Gwoeng-pil care fusese discipolul lui Kim Jong-jik. Kim Jong-jik fusese exilat în 1498 în timpul primei persecuții a literaților și se afla în exil. În timpul celei de-a doua persecuție a literaților din 1504, când Kim Gwoeng-pil a fost executat prin otrăvire, Jo Gwang-jo a fost exilat din cauza faptului că era discipolul lui Kim Gwoeng-pil.
La acea vreme, politica din Joseon era marcată în primul rând de luptele pentru putere dintre două facțiuni de aristocrați yangban: facțiunea Hungu (formată din nobilii la putere care erau în general conservatori) și facțiunea Sarim (facțiune nou-apărută formată din cărturari numiți seonbi care aparțineau școlilor neo-confucianiste ale lui Kim Jong-jik și altor gânditori). Facțiunea Sarim intrase în politica de la curte în timpul regelui Seongjong dar a suferit două persecuții sângeroase în timpul succesorului său, regele Yeonsangun. Yeonsangun a fost detronat în 1506 printr-o lovitură de stat condusă de liderii facțiunii Hungu. Jungjong a fost încoronat ca al unsprezecelea rege din Dinastia Joseon.